# 道の駅杉の湯 川上
道の駅杉の湯 川上（みちのえき すぎのゆ かわかみ）は、奈良県吉野郡川上村迫にある国道169号の道の駅である。

## 施設
- 駐車場
  - 普通車：50台[1]
  - 大型車：4台[1]
  - 身障者用：1台[1]
- トイレ
  - 男性：大・小11
  - 女性：6
  - 身障者用：1
- 物産館「山幸彦のおみやげ屋」（9:00 - 17:00）[1]
- 麺コーナー（9:00 - 17:00）[1]

また、当駅に隣接するホテルの「湯盛温泉 ホテル杉の湯」内に日帰り入浴施設を併設している（11:00 - 17:30）。
- レストラン「山吹」（11:00 - 15:00）

### 管理団体
- 設置者：川上村
- 指定管理者：一般財団法人グリーンパークかわかみ（道の駅・ホテルとも）[3]

## 休館日
- 年中無休[1]
  - レストラン「山吹」：年末年始
  - ホテル杉の湯（日帰り入浴）：毎週水曜日[1]・年末年始

## アクセス
- 国道169号 - 登録路線

自動車
- E91 南阪奈道路 葛城ICより約60分。
- 近畿日本鉄道（近鉄）吉野線 大和上市駅より約25分。

## 周辺
- 川上村役場
- 吉野川
- 大滝ダム